# Norvège aux Jeux olympiques d'hiver de 1936

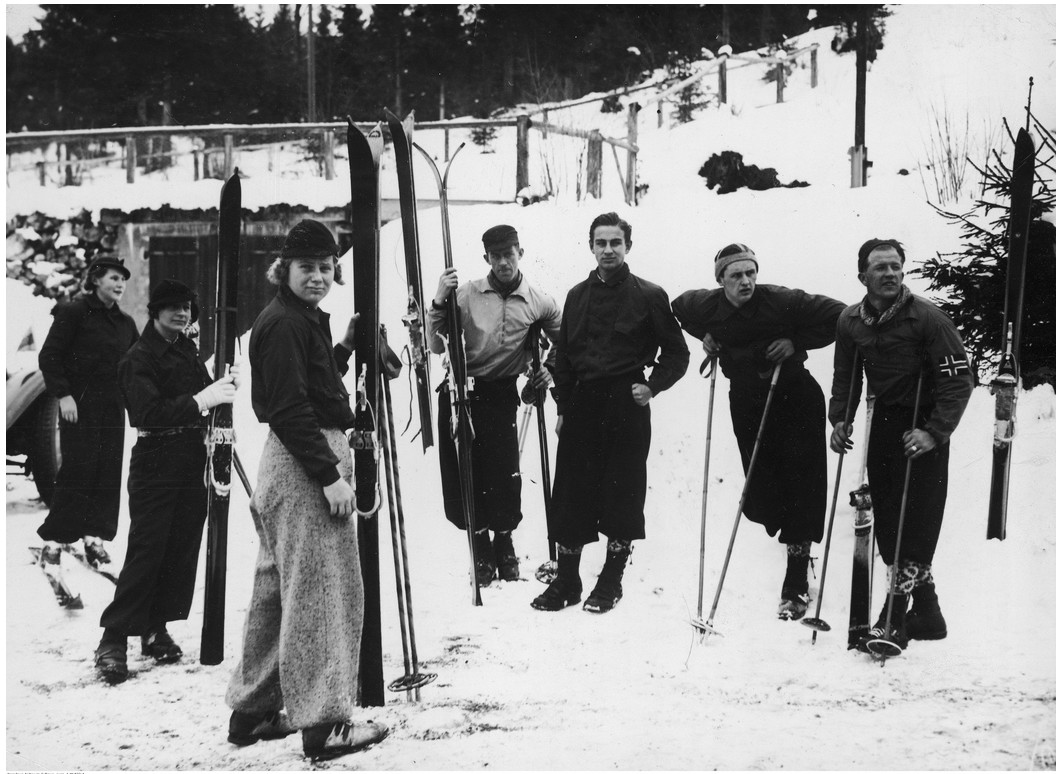
Equipe norvégienne au JO de 1936

La Norvège participe aux Jeux olympiques d'hiver de 1936, qui ont lieu à Garmisch-Partenkirchen en Allemagne. Représenté par 31 athlètes, ce pays prend part aux Jeux d'hiver pour la quatrième fois de son histoire après sa présence à toutes les éditions précédentes. La délégation norvégienne termine au 1er rang du tableau des médailles avec 15 médailles : 7 d'or, 5 d'argent et 3 de bronze.

## Médaillés
| Médaille                            | Nom                                                           | Sport               | Épreuve                         |
| ----------------------------------- | ------------------------------------------------------------- | ------------------- | ------------------------------- |
| Médaille d'or, Jeux olympiques      | Sonja Henie                                                   | Patinage artistique | Simple femmes                   |
| Médaille d'or, Jeux olympiques      | Oddbjørn Hagen                                                | Combiné nordique    | Individuel hommes               |
| Médaille d'or, Jeux olympiques      | Birger Ruud                                                   | Saut à ski          | Tremplin normal hommes          |
| Médaille d'or, Jeux olympiques      | Ivar Ballangrud                                               | Patinage de vitesse | 500 mètres hommes               |
| Médaille d'or, Jeux olympiques      | Charles Mathiesen                                             | Patinage de vitesse | 1 500 mètres hommes             |
| Médaille d'or, Jeux olympiques      | Ivar Ballangrud                                               | Patinage de vitesse | 5 000 mètres hommes             |
| Médaille d'or, Jeux olympiques      | Ivar Ballangrud                                               | Patinage de vitesse | 10 000 mètres hommes            |
| Médaille d'argent, Jeux olympiques  | Oddbjørn Hagen                                                | ski de fond         | 18 kilomètres hommes            |
| Médaille d'argent, Jeux olympiques  | Oddbjørn Hagen Olaf Hoffsbakken Sverre Brodahl Bjarne Iversen | Ski de fond         | Relais hommes 4 × 10 kilomètres |
| Médaille d'argent, Jeux olympiques  | Olaf Hoffsbakken                                              | Combiné nordique    | Individuel hommes               |
| Médaille d'argent, Jeux olympiques  | Georg Krog                                                    | Patinage de vitesse | 500 mètres hommes               |
| Médaille d'argent, Jeux olympiques  | Ivar Ballangrud                                               | Patinage de vitesse | 1 500 mètres hommes             |
| Médaille de bronze, Jeux olympiques | Laila Schou Nilsen                                            | Ski alpin           | Combiné femmes                  |
| Médaille de bronze, Jeux olympiques | Sverre Brodahl                                                | Combiné nordique    | Individuel hommes               |
| Médaille de bronze, Jeux olympiques | Reidar Andersen                                               | Saut à ski          | Tremplin normal hommes          |

## Résultats

### Combiné nordique
Épreuves:
- 18 kilomètres de ski de fond
- saut à ski sur tremplin normal

| Athlète          | Épreuve    | Ski de fond     | Ski de fond | Ski de fond | Saut à ski | Saut à ski | Saut à ski    | Saut à ski | Total  | Total                               |
| Athlète          | Épreuve    | Temps           | Points      | Rang        | Distance 1 | Distance 2 | Points totaux | Rang       | Points | Rang                                |
| ---------------- | ---------- | --------------- | ----------- | ----------- | ---------- | ---------- | ------------- | ---------- | ------ | ----------------------------------- |
| Bernt Østerkløft | Individuel | 1 h 21 min 37 s | 205,1       | 6           | 44,0 m     | 48,0 m     | 188,7         | 21         | 393,8  | 6                                   |
| Sverre Brodahl   | Individuel | 1 h 18 min 01 s | 225,5       | 3           | 40,0 m     | 47,0 m     | 182,6         | 28         | 408,1  | Médaille de bronze, Jeux olympiques |
| Olaf Hoffsbakken | Individuel | 1 h 17 min 37 s | 227,8       | 2           | 47,0 m     | 45,5 m     | 192,0         | 13         | 419,8  | Médaille d'argent, Jeux olympiques  |
| Oddbjørn Hagen   | Individuel | 1 h 15 min 33 s | 240,0       | 1           | 42,0 m     | 46,0 m     | 190,3         | 16         | 430,3  | Médaille d'or, Jeux olympiques      |

### Patinage artistique

#### Femmes
| Athlète       | Épreuve       | Figures imposées | Programme libre | Places       | Points       | Rang final                     |
| ------------- | ------------- | ---------------- | --------------- | ------------ | ------------ | ------------------------------ |
| Nanna Egedius | Simple femmes | Non partante     | Non partante    | Non partante | Non partante | Non partante                   |
| Sonja Henie   | Simple femmes | 1                | 1               | 7,5          | 424,5        | Médaille d'or, Jeux olympiques |

#### Couples
| Athlètes                         | Points | Score | Rang final |
| -------------------------------- | ------ | ----- | ---------- |
| Randi Bakke Christen Christensen | 132,5  | 8,2   | 15         |

### Patinage de vitesse

#### Hommes
| Épreuve  | Athlète           | Temps            | Rang                               |
| -------- | ----------------- | ---------------- | ---------------------------------- |
| 500 m    | Hans Engnestangen | N'a pas terminé  | N'a pas terminé                    |
| 500 m    | Harry Haraldsen   | 54 s 9           | 34                                 |
| 500 m    | Georg Krog        | 43 s 5           | Médaille d'argent, Jeux olympiques |
| 500 m    | Ivar Ballangrud   | 43 s 4 RO        | Médaille d'or, Jeux olympiques     |
| 1500 m   | Hans Engnestangen | 2 min 23 s 0     | 8                                  |
| 1500 m   | Harry Haraldsen   | 2 min 22 s 4     | 7                                  |
| 1500 m   | Ivar Ballangrud   | 2 min 20 s 2     | Médaille d'argent, Jeux olympiques |
| 1500 m   | Charles Mathiesen | 2 min 19 s 2 RO  | Médaille d'or, Jeux olympiques     |
| 5000 m   | Edvard Wangberg   | 8 min 54 s 7     | 20                                 |
| 5000 m   | Michael Staksrud  | 8 min 38 s 5     | 9                                  |
| 5000 m   | Charles Mathiesen | 8 min 36 s 9     | 7                                  |
| 5000 m   | Ivar Ballangrud   | 8 min 19 s 6 RO  | Médaille d'or, Jeux olympiques     |
| 10 000 m | Edvard Wangberg   | 18 min 15 s 8    | 18                                 |
| 10 000 m | Michael Staksrud  | 17 min 56 s 7    | 10                                 |
| 10 000 m | Charles Mathiesen | 17 min 41 s 2    | 4                                  |
| 10 000 m | Ivar Ballangrud   | 17 min 24 s 3 OR | Médaille d'or, Jeux olympiques     |

### Saut à ski
| Athlète            | Épreuve         | Saut 1   | Saut 1 | Saut 1 | Saut 2   | Saut 2 | Saut 2 | Total  | Total                               |
| Athlète            | Épreuve         | Distance | Points | Rang   | Distance | Points | Rang   | Points | Rang                                |
| ------------------ | --------------- | -------- | ------ | ------ | -------- | ------ | ------ | ------ | ----------------------------------- |
| Arnholdt Kongsgård | Tremplin normal | 74,5 m   | 111,6  | 6      | 66,0 m   | 106,1  | 12     | 217,7  | 8                                   |
| Reidar Andersen    | Tremplin normal | 74,0 m   | 113,5  | 4      | 75,0 m   | 115,4  | 2      | 228,9  | Médaille de bronze, Jeux olympiques |
| Kåre Walberg       | Tremplin normal | 73,5 m   | 113,7  | 3      | 72,0 m   | 113,3  | 4      | 227,0  | 4                                   |
| Birger Ruud        | Tremplin normal | 75,0 m   | 114,9  | 2      | 74,5 m   | 117,1  | 1      | 232,0  | Médaille d'or, Jeux olympiques      |

### Ski alpin

#### Hommes
| Athlète       | Épreuve | Descente     | Descente | Slalom              | Slalom       | Slalom      | Total           | Total           |
| Athlète       | Épreuve | Temps        | Rang     | Temps 1             | Temps 2      | Rang        | Points totaux   | Rang            |
| ------------- | ------- | ------------ | -------- | ------------------- | ------------ | ----------- | --------------- | --------------- |
| Sigmund Ruud  | Combiné | 5 min 11 s 6 | 10       | Non partant         | Non partant  | Non partant | N'a pas terminé | N'a pas terminé |
| Per Fossum    | Combiné | 5 min 03 s 2 | 7        | 1 min 30 s 3        | 1 min 29 s 7 | 15          | 88,12           | 9               |
| Alf Konningen | Combiné | 5 min 00 s 4 | 5        | 1 min 29 s 3        | 1 min 24 s 3 | 9           | 90,06           | 8               |
| Birger Ruud   | Combiné | 4 min 47 s 4 | 1        | 1 min 31 s 9 (+6 s) | 1 min 17 s 1 | 6           | 93,38           | 4               |

#### Femmes
| Athlète            | Épreuve | Descente     | Descente | Slalom              | Slalom              | Slalom | Total         | Total                               |
| Athlète            | Épreuve | Temps        | Rang     | Temps 1             | Temps 2             | Rang   | Points totaux | Rang                                |
| ------------------ | ------- | ------------ | -------- | ------------------- | ------------------- | ------ | ------------- | ----------------------------------- |
| Nora Strømstad     | Combiné | 5 min 57 s 4 | 11       | 1 min 34 s 2        | 1 min 51 s 1 (+6 s) | 14     | 77,20         | 11                                  |
| Johanne Dybwad     | Combiné | 5 min 32 s 0 | 8        | 1 min 26 s 5 (+6 s) | 1 min 30 s 9        | 7      | 85,90         | 7                                   |
| Laila Schou Nilsen | Combiné | 5 min 04 s 4 | 1        | 1 min 26 s 1 (+6 s) | 1 min 17 s 3        | 5      | 93,48         | Médaille de bronze, Jeux olympiques |

### Ski de fond

#### Hommes
| Épreuve | Athlète          | Course          | Course                             |
| Épreuve | Athlète          | Temps           | Rang                               |
| ------- | ---------------- | --------------- | ---------------------------------- |
| 18 km   | Bjarne Iversen   | 1 h 18 min 56 s | 9                                  |
| 18 km   | Arne Rustadstuen | 1 h 18 min 13 s | 6                                  |
| 18 km   | Olaf Hoffsbakken | 1 h 17 min 37 s | 5                                  |
| 18 km   | Oddbjørn Hagen   | 1 h 15 min 33 s | Médaille d'argent, Jeux olympiques |
| 50 km   | Per Samuelshaug  | N'a pas terminé | N'a pas terminé                    |
| 50 km   | Kåre Hatten      | 3 h 50 min 37 s | 12                                 |
| 50 km   | Trygve Brodahl   | 3 h 50 min 14 s | 11                                 |
| 50 km   | Arne Tuft        | 3 h 41 min 18 s | 6                                  |

#### Relais hommes 4 × 10 km
| Athlètes                                                      | Race            | Race                               |
| Athlètes                                                      | Temps           | Rang                               |
| ------------------------------------------------------------- | --------------- | ---------------------------------- |
| Oddbjørn Hagen Olaf Hoffsbakken Sverre Brodahl Bjarne Iversen | 2 h 41 min 39 s | Médaille d'argent, Jeux olympiques |